# 胡桂花
胡桂花（1957年—），山东梁山人，汉族，中国共产党党员，中华人民共和国政治人物、第十二届全国人民代表大会山东地区代表。
担任山东梁山华宇集团的董事长、党总支书记。2013年，担任全国人大代表。2018年2月24日，当选为第十三届全国人大代表。